# ハーグ事件
ハーグ事件（ハーグじけん）とは、1974年9月14日（現地時間、9月13日）にオランダのデン・ハーグで発生した、日本赤軍によるフランス大使館立て籠もり・人質事件。日本赤軍最高幹部の重信房子も関与していたとされ、犯行グループは当局に要求を呑ませてシリアに逃亡した。

## 概要
以下、特に断りがない場合日時は日本時間。
1974年7月26日、日本赤軍の山田義昭がパリ＝オルリー空港で「偽造米ドル所持」「偽造旅券行使」の容疑で逮捕された。9月はじめ、日本赤軍は勾留中の山田の奪還を図り、構成員の奥平純三・和光晴生・西川純の3人に対し、ハーグ所在の在蘭フランス大使館を襲撃して仏当局と人質にした大使らと山田を交換する交渉を行うよう指令した。
9月10日、3人はスイスのチューリッヒで合流し、鉄道でオランダに入国した。
9月14日午前0時20分、3人はフランス大使館に拳銃・手榴弾で武装して侵入、大使ら11人を大使室に監禁した。
人質を取って大使室に立て籠もった和光らは、「フルヤ」の偽名を使っていた山田の引き渡しに加えて、脱出用の航空機及び「慰謝料」100万米ドルを要求した。この間に人質救出を試みたオランダ警察と撃ち合いになり、警察官2名が撃たれて重傷を負い、奥平も右上腕部を負傷した。
9月15日（現地時間）にはパレスチナ解放人民戦線（PFLP）のテロリストであるカルロスがこれに呼応してパリで爆弾テロを起こし（2人が死亡、34人が負傷）、フランス当局にプレッシャーをかけた。
9月17日、交渉の結果、オランダ政府が30万ドルを払い、フランス政府は要求を呑んで山田を釈放し、国外逃亡用のボーイング707（エールフランス機、機体記号：F-BHSJ）も用意された。また、事件の余波でオランダは、9月17日のユリアナ女王によるパレードを簡素化することになった。
9月18日午前6時7分、山田と金を受け取った3人は人質を全員解放し、同午前6時26分にスキポール空港を飛び立った。
その後犯人グループを載せたB707は南イエメンに向かい、同午後2時5分にアデンに降りたが南イエメン政府に投降を拒否され、燃料の補給を受けて再度出発した。同午後10時にシリアのダマスカス空港に着陸し、戦利品の30万ドルを含む携行物等の全放棄を受け入れてシリア当局へ投降した。

## ギャラリー
- 事件を報じるニュース映像

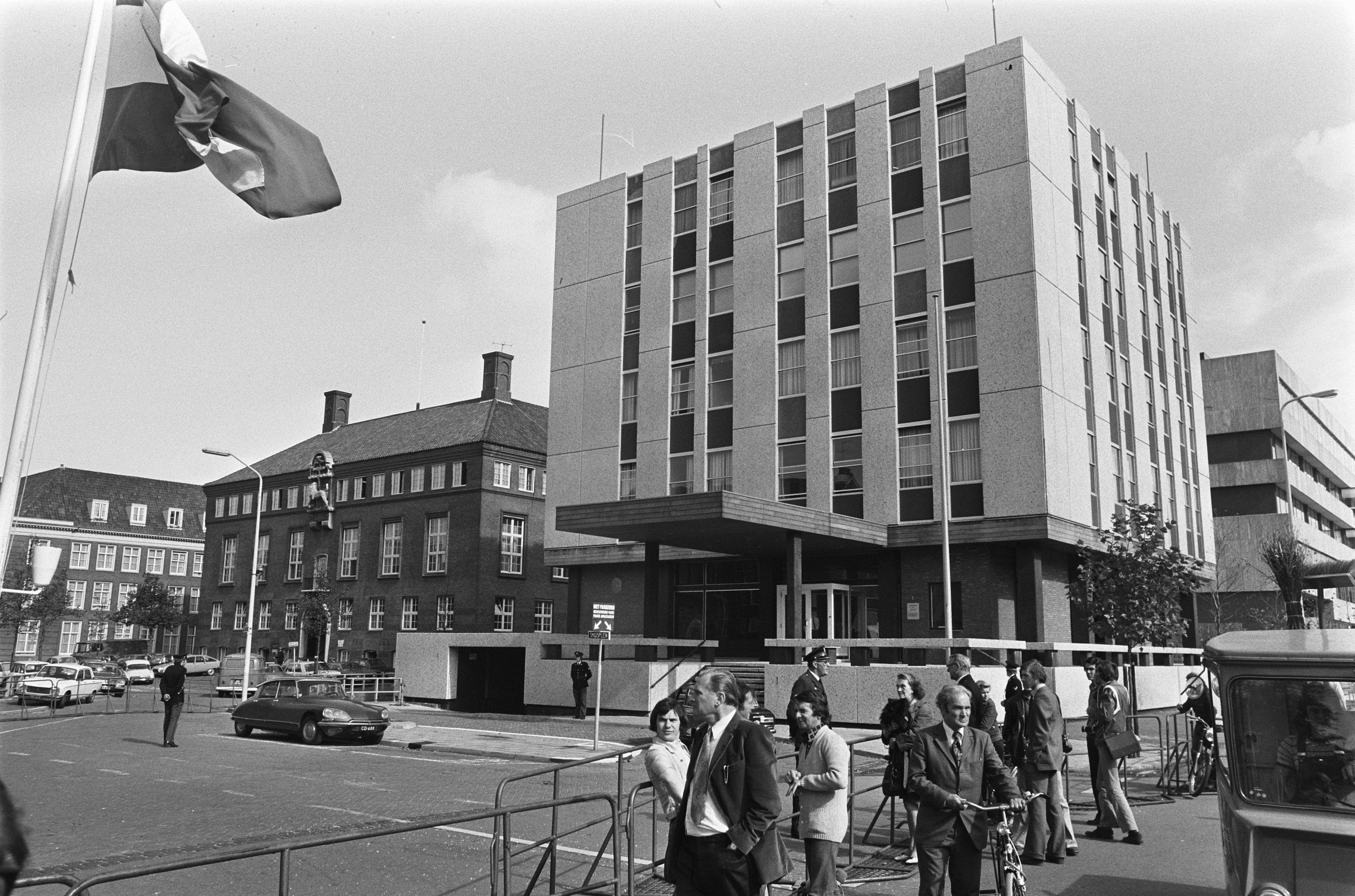
占拠されたフランス大使館
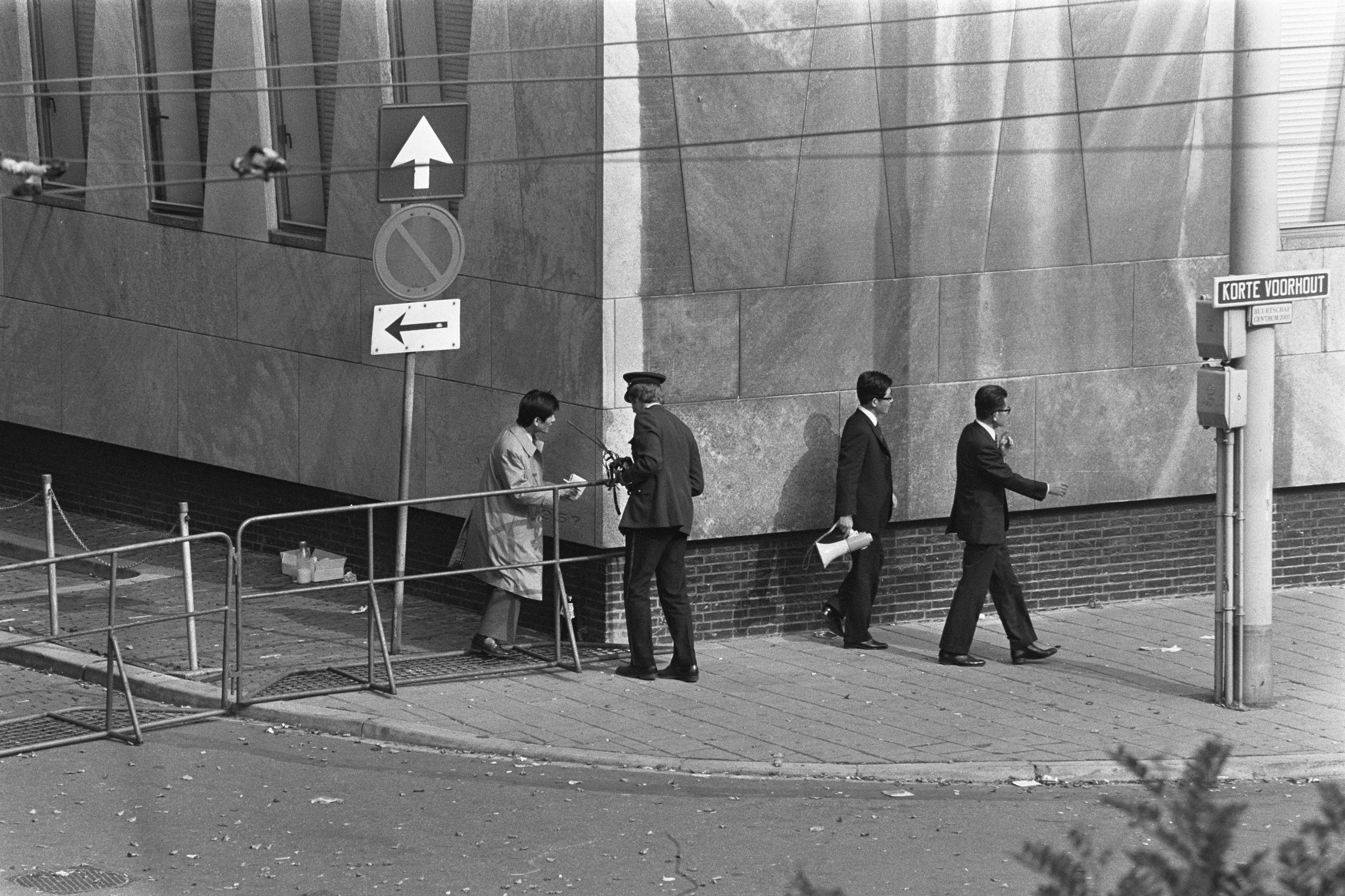
立て籠もり犯との接触を試みる日本大使館職員ら
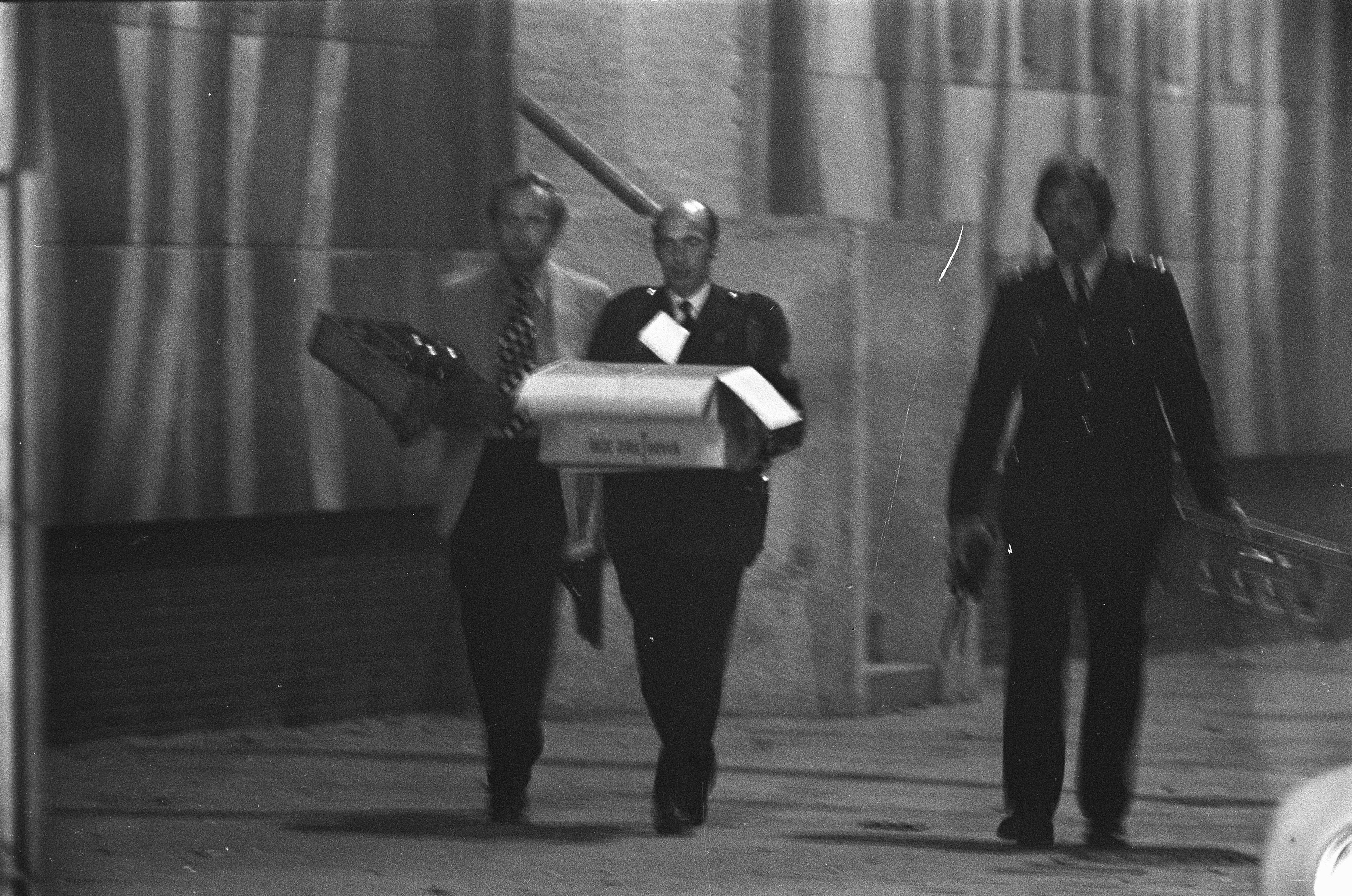
人質に食料を運ぶ警察官ら
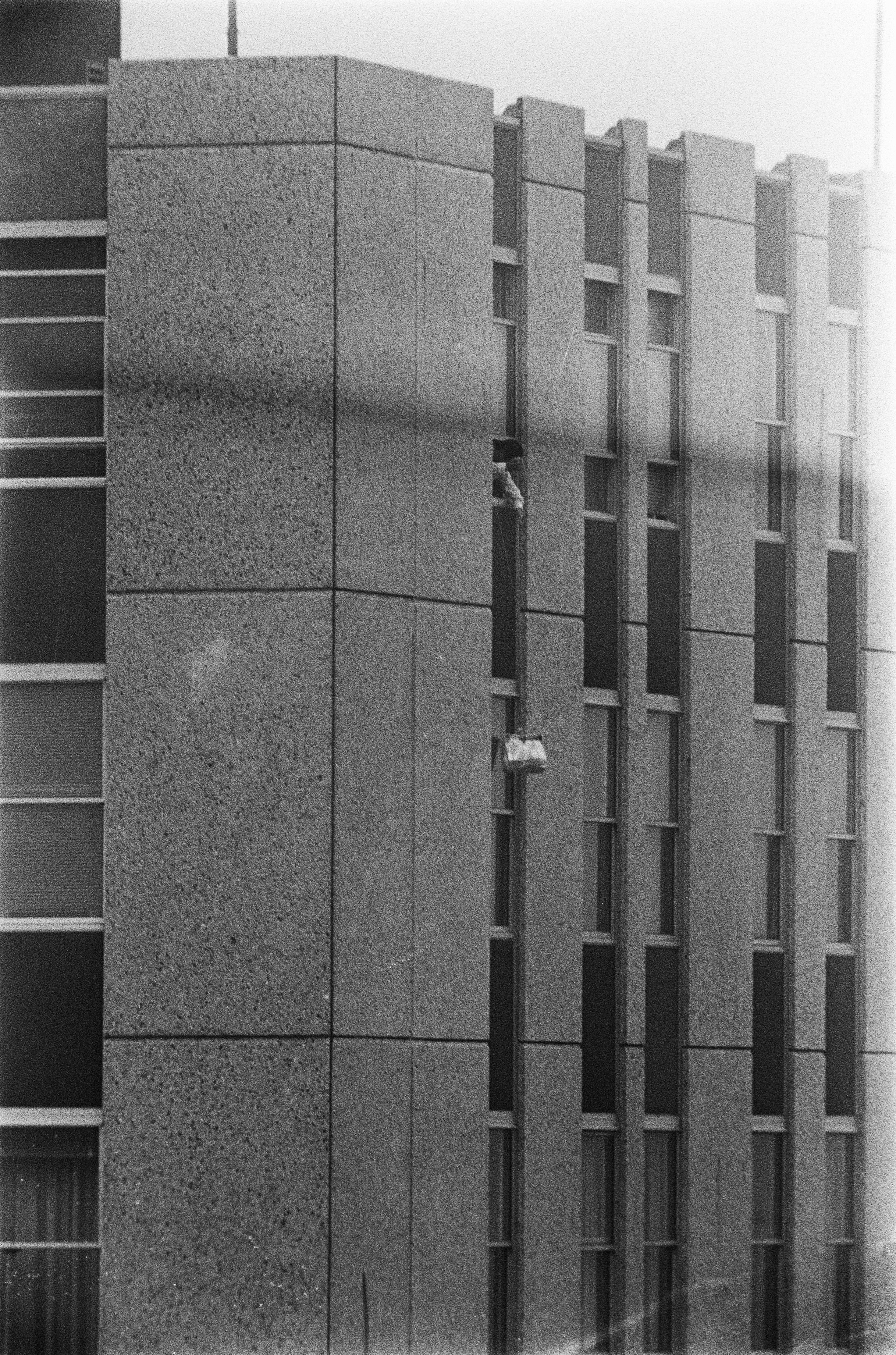
食料をロープで大使館内に引き上げる様子
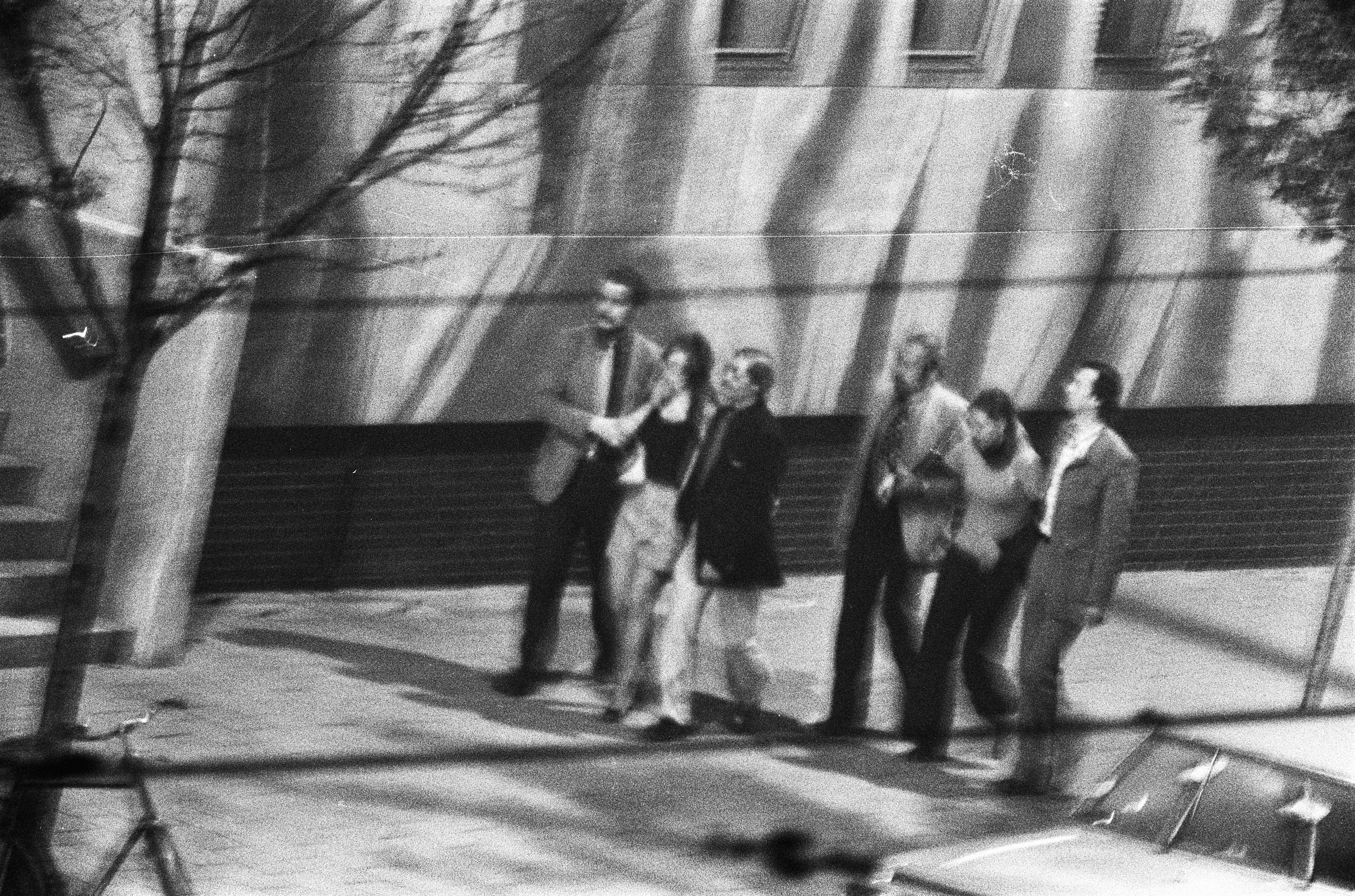
警察官に保護された、大使館職員の女性ら
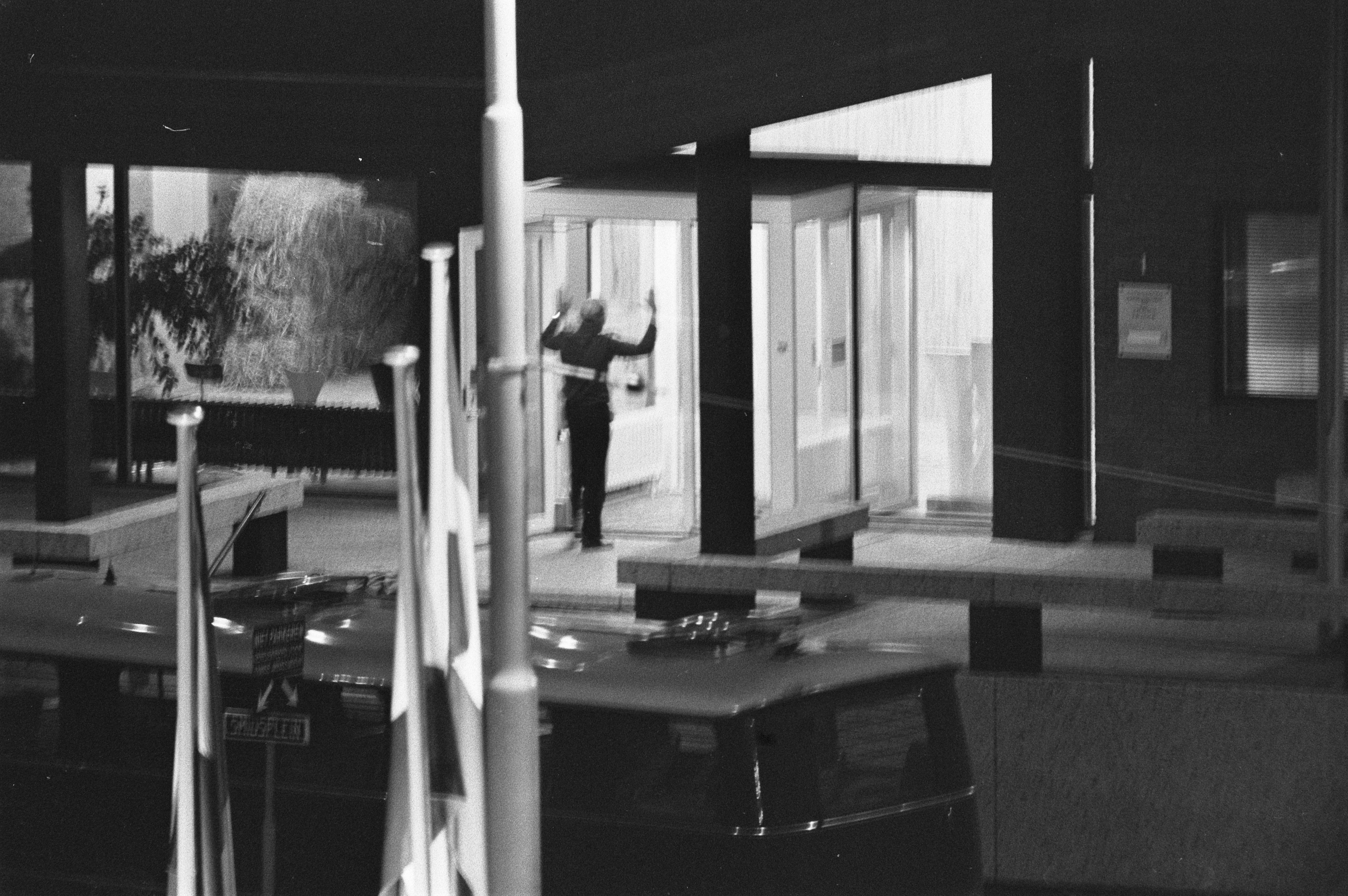
両手を上げて大使館を出る人質
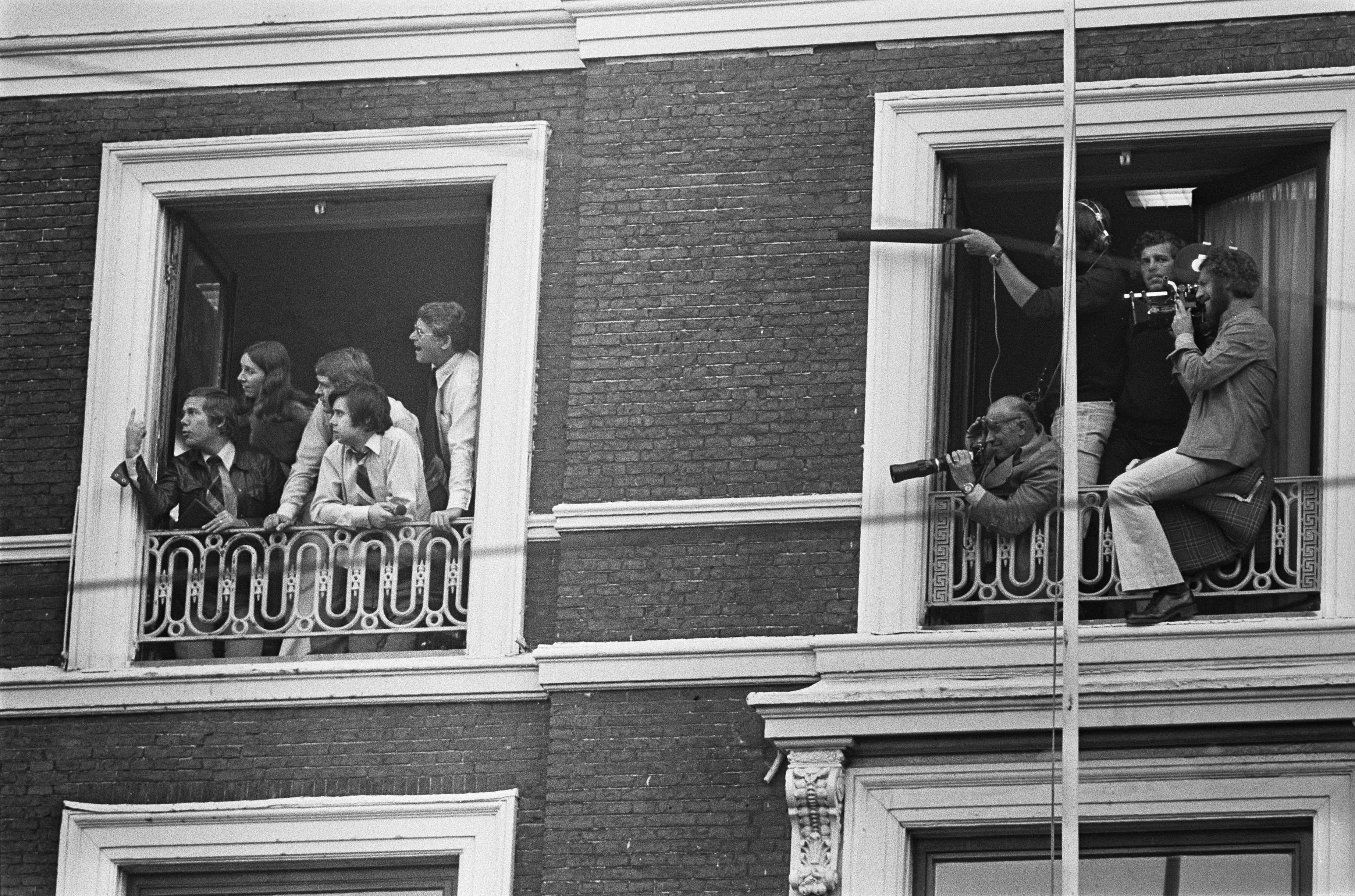
事件を取材する報道陣
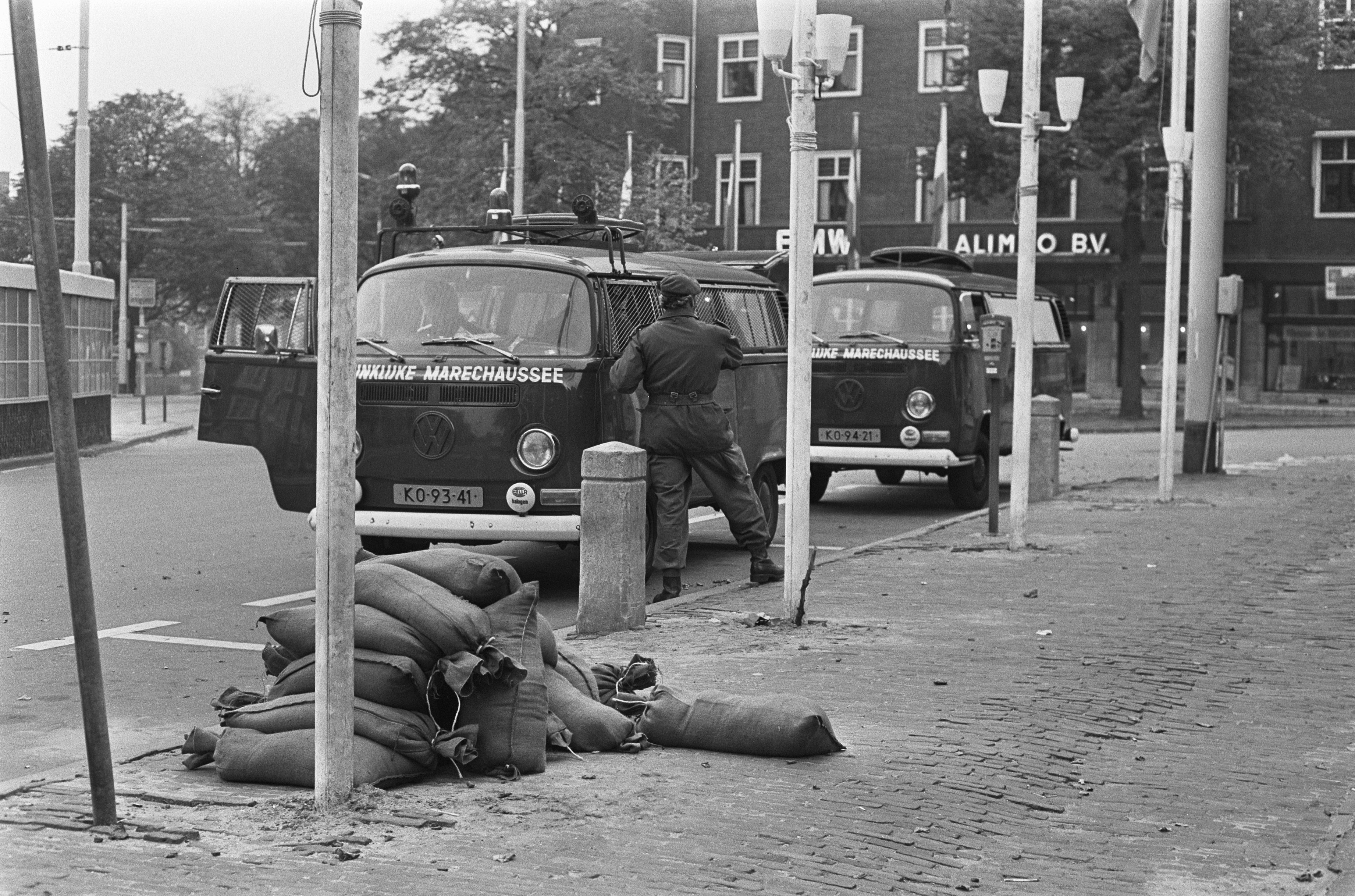
出動したオランダ王立保安隊の車両
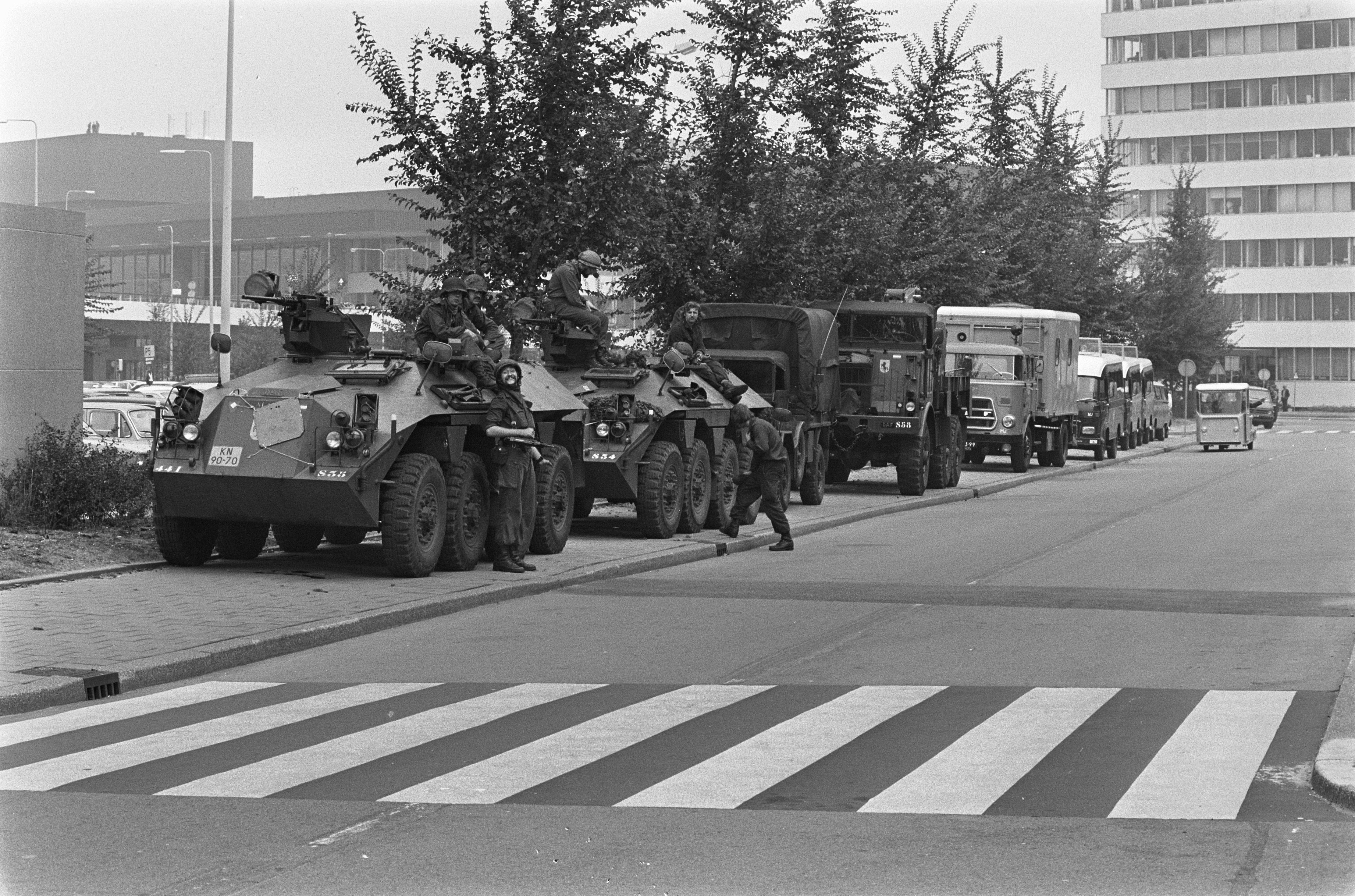
動員された装甲車と兵士ら
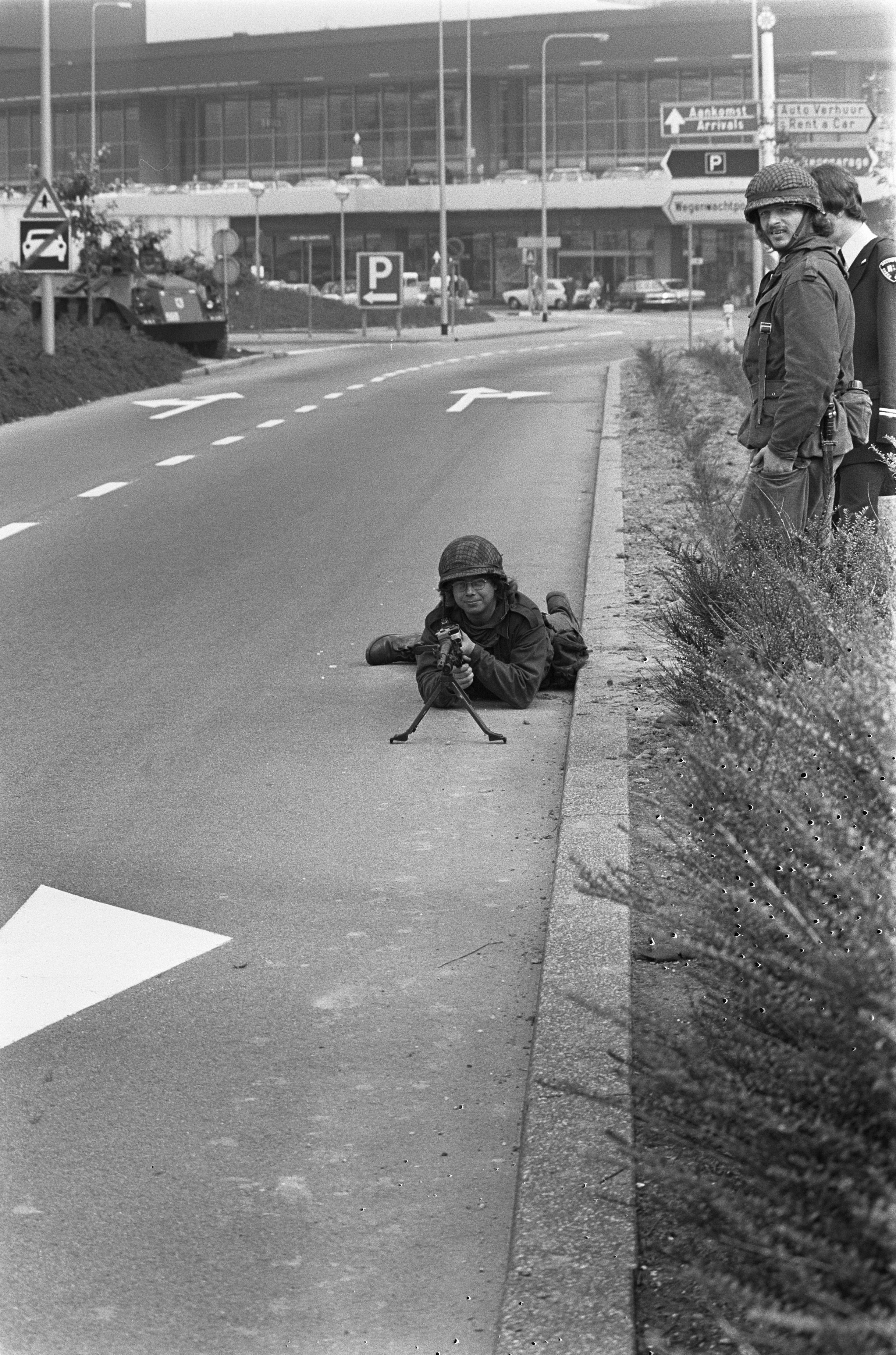
空港で機関銃を構える兵士
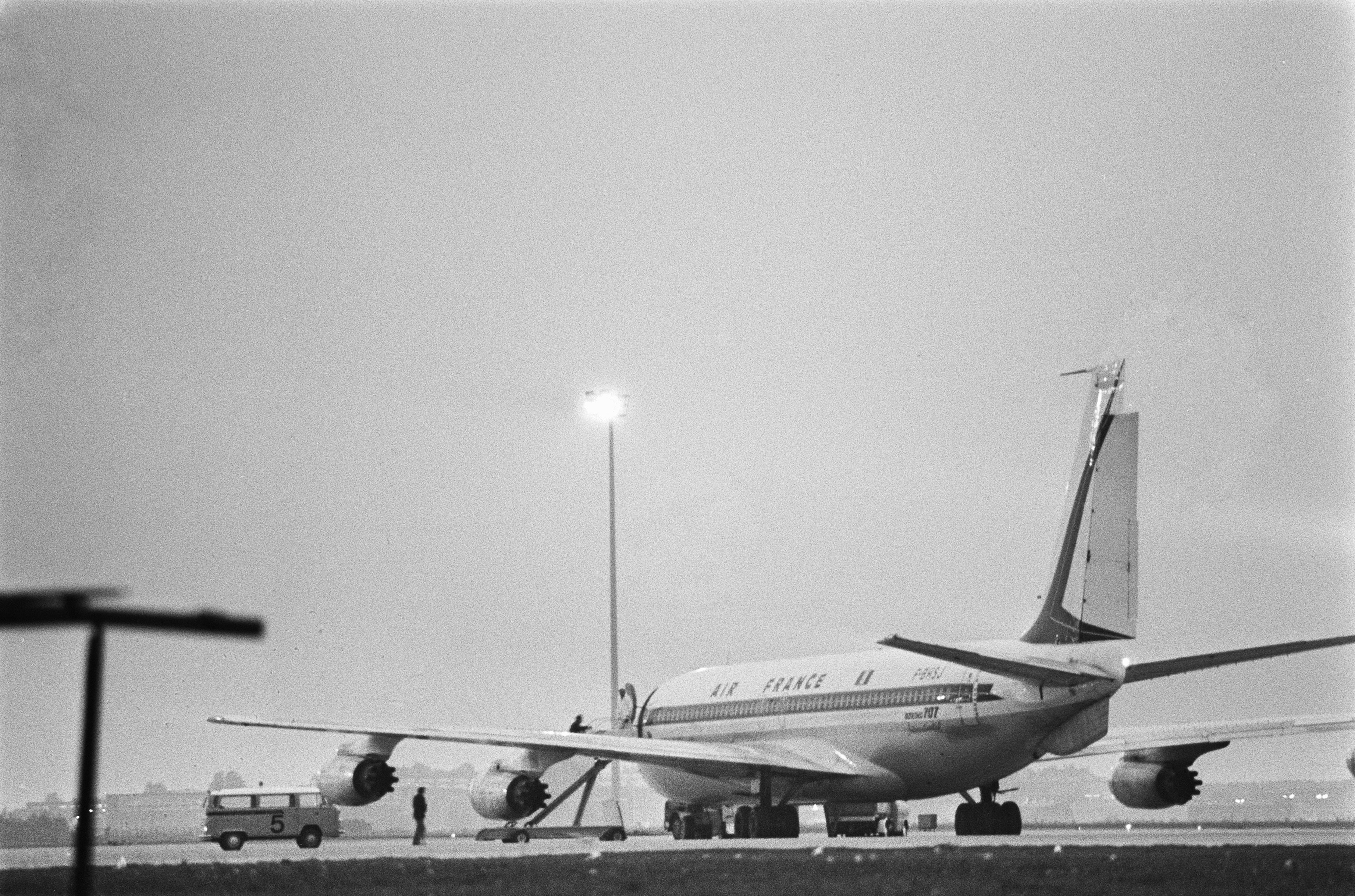
犯行グループの逃亡に用いられたボーイング707
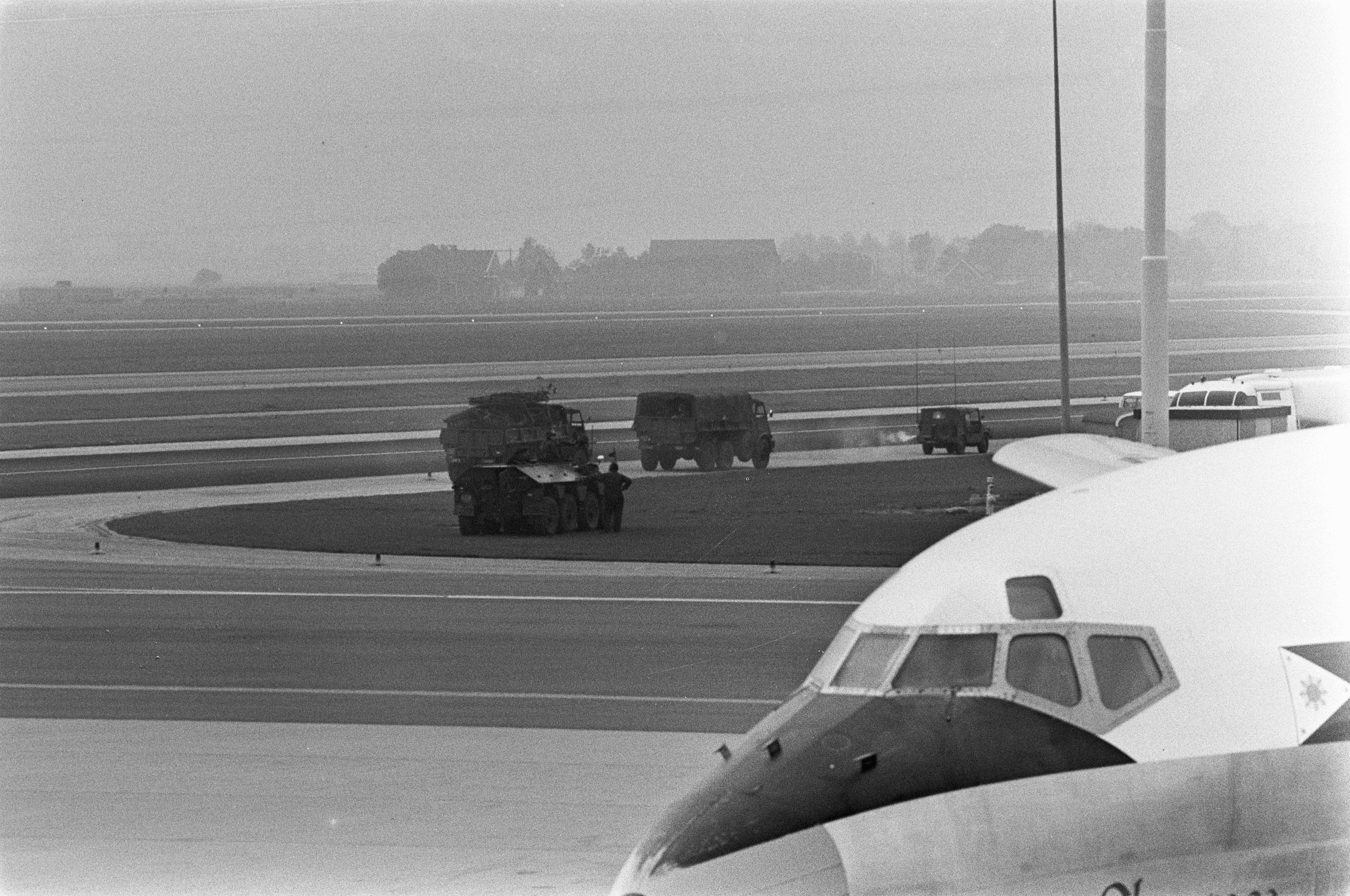
滑走路付近を警戒する軍の車両
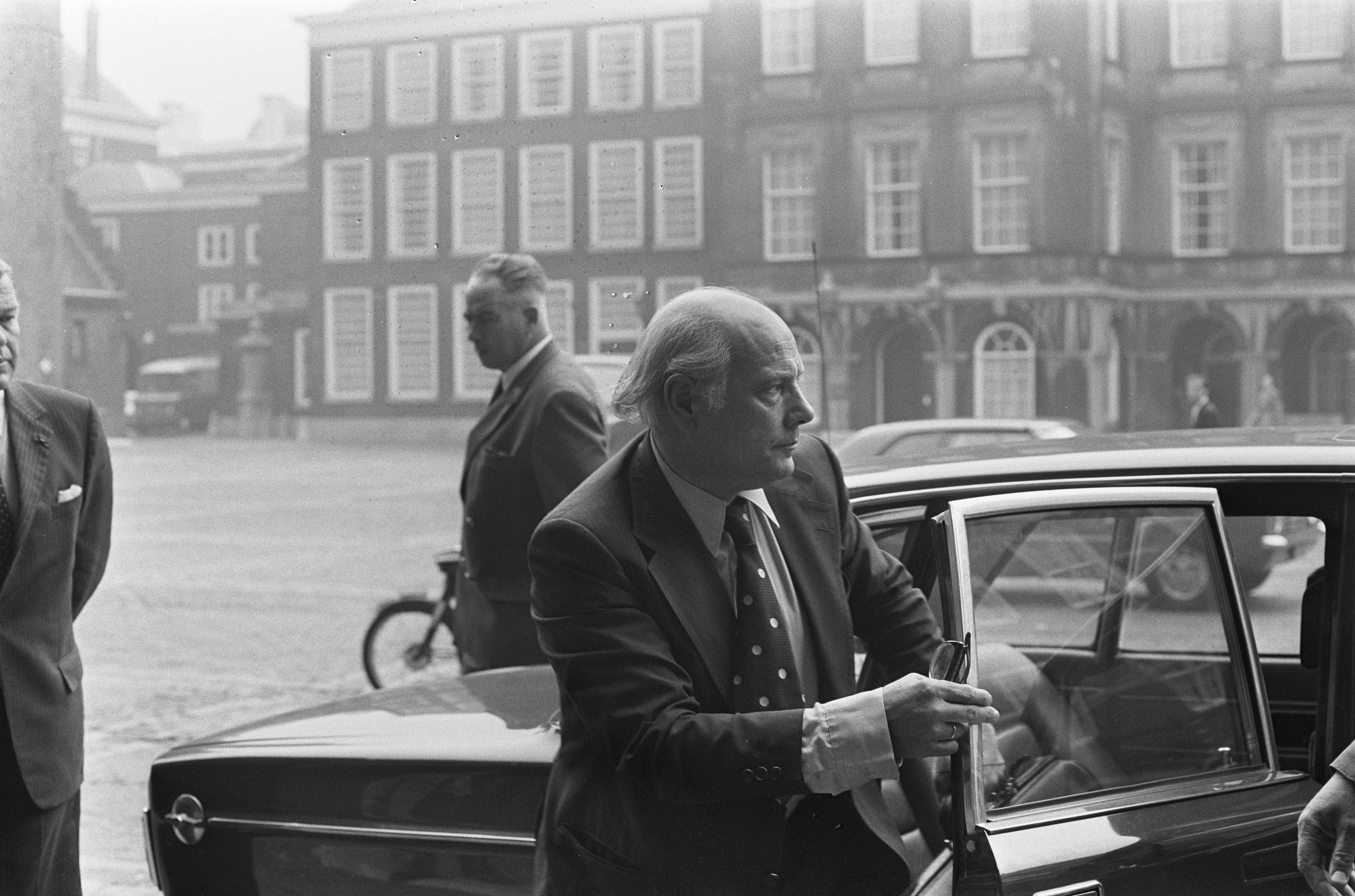
記者会見に臨むヨープ・デン・ウイル首相
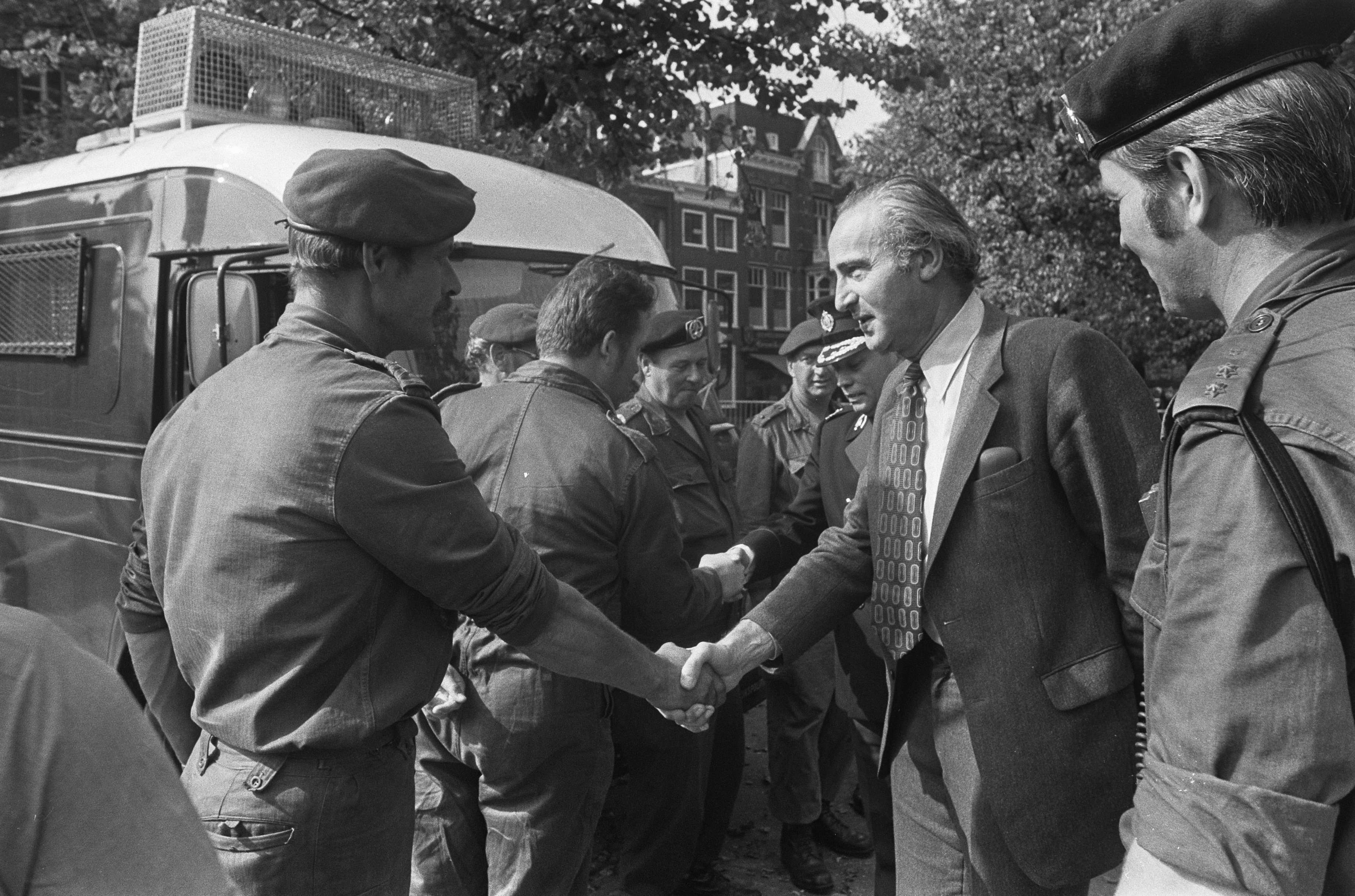
事件現場を視察するヘンク・プレデルリン防衛大臣
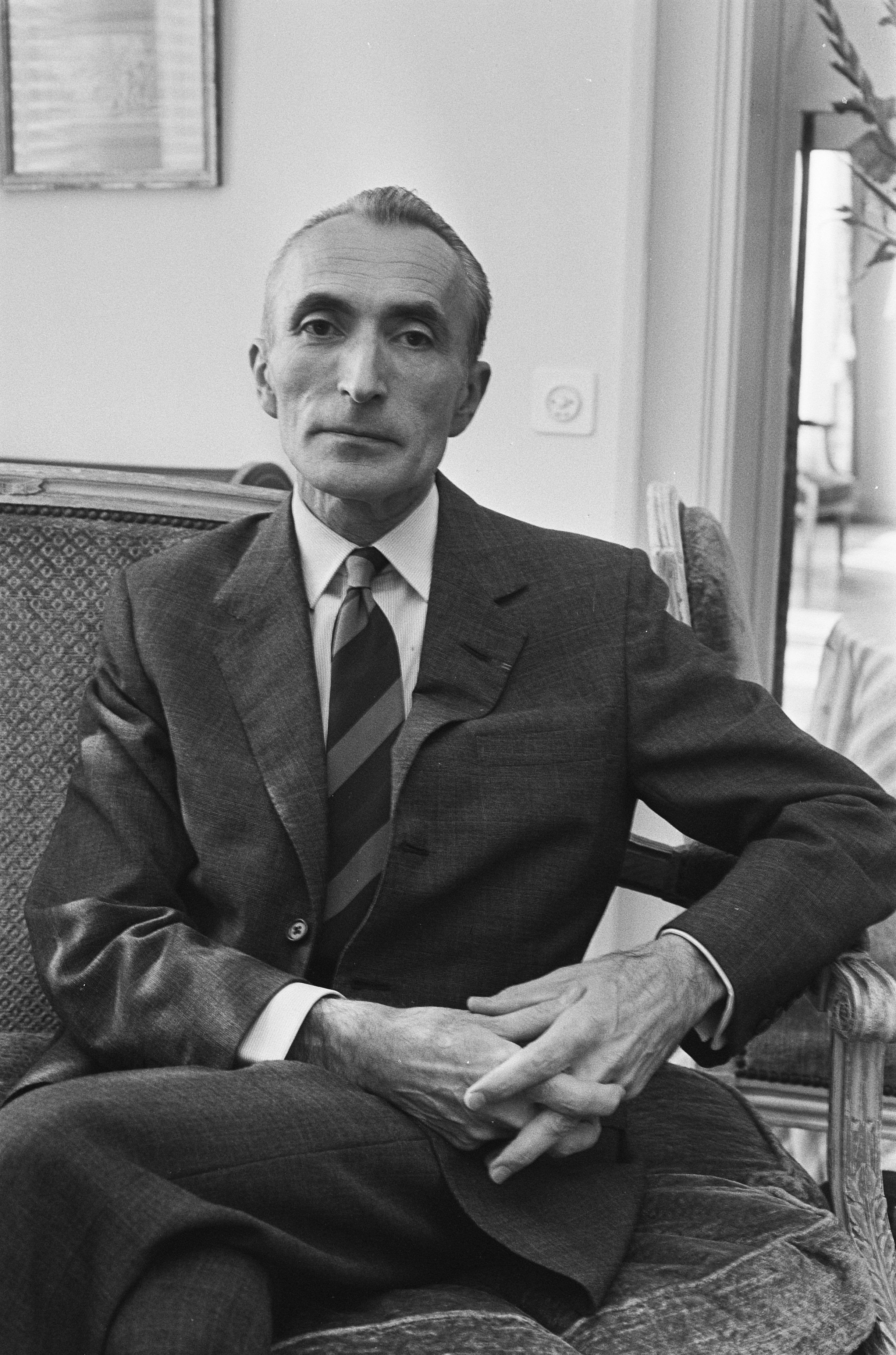
解放後のジャック・スナール大使
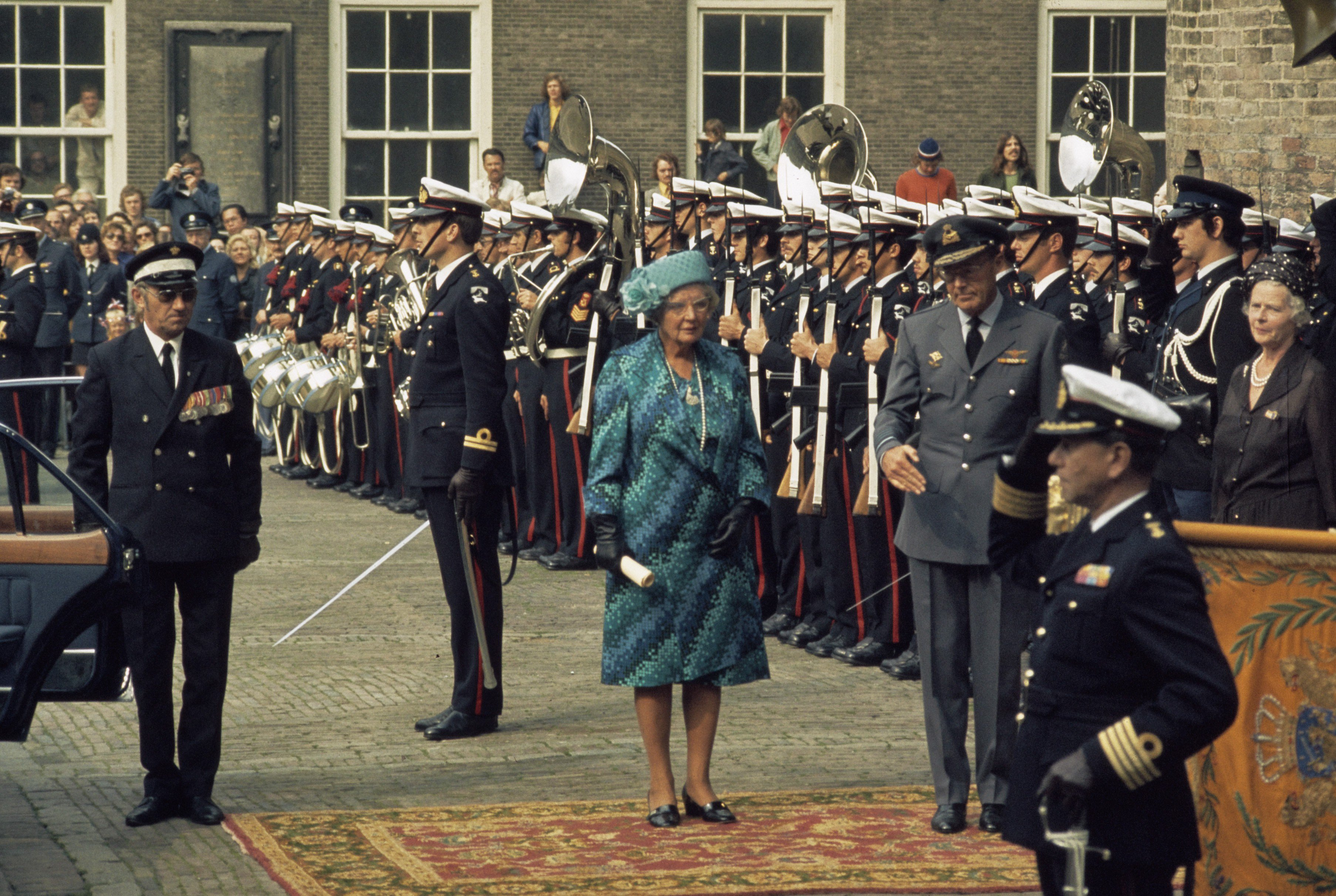
事件を受け、ユリアナ女王は皇太子の日（9月17日）に王室の黄金馬車を用いなかった
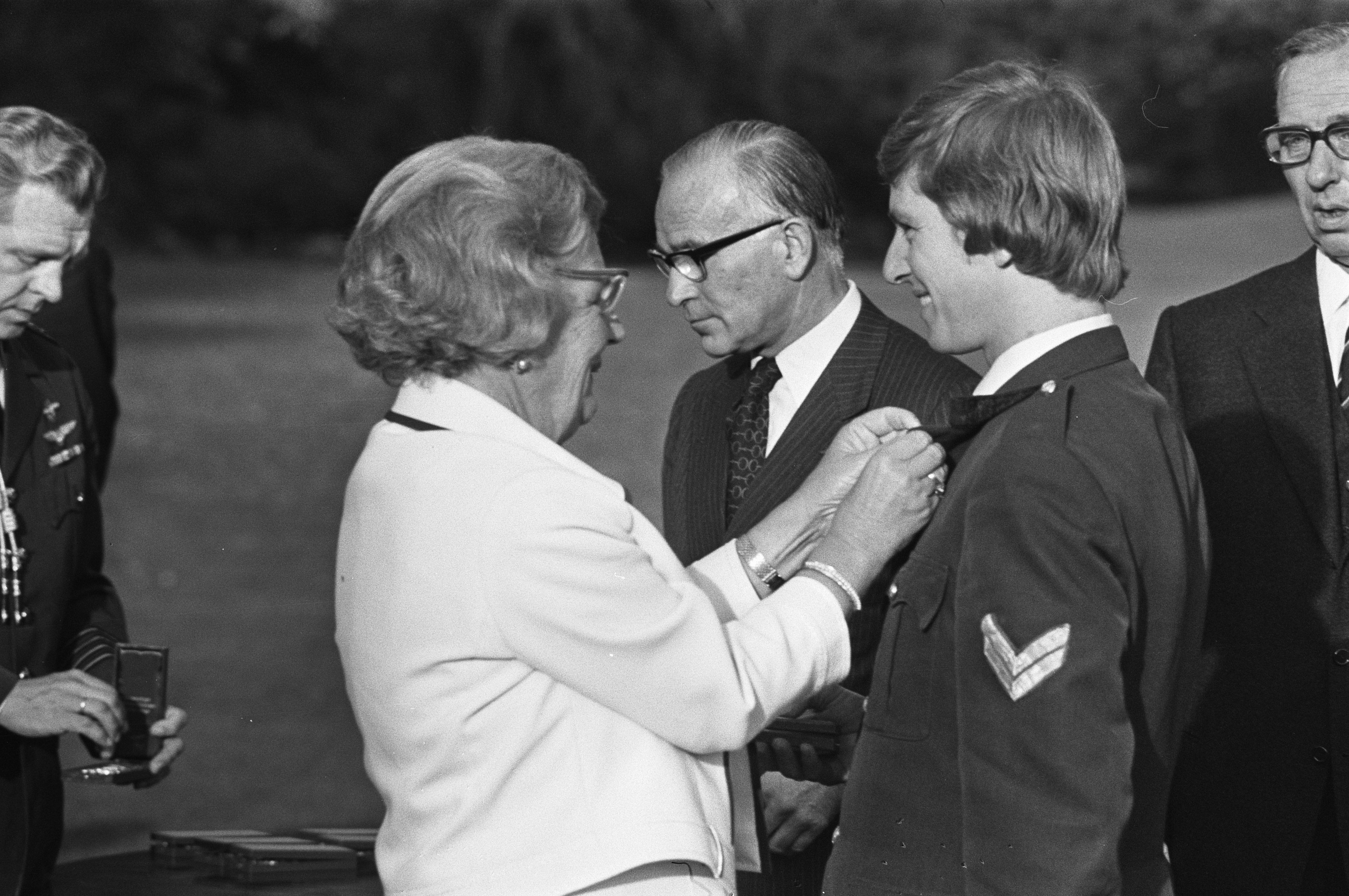
事件で負傷した警察官に勲章を授与するユリアナ女王

## 犯人らのその後
西川は翌1975年3月5日にストックホルムで逮捕、日本に強制送還された。和光・奥平・山田は同年8月のクアラルンプール事件に参加し、西川を奪還した。奥平も1976年9月23日にヨルダンで拘束、日本に強制送還されたが、西川が参加した1977年9月のダッカ日航機ハイジャック事件で超法規的措置により釈放されている。以降国際手配を受けながらも国外逃亡を続けていたが、現在までに奥平を除き逮捕・現地での追放・投降などにより収監されている。

## 判決
その後、実行犯の西川と和光に無期懲役の判決が下った。武器調達などを行って実行犯と共謀したとして日本赤軍最高幹部である重信にも懲役20年の判決が下り服役したが、2022年5月28日に刑期満了で出所している。なお重信は事件に対する自らの関与を否定し、PFLPの関与があったことを主張していた。
また、吉村和江が共犯として逮捕されたが、嫌疑不十分で不起訴となった。

## その他
人質となったフランス大使であるジャック・スナールは、仏自動車大手・ルノーの会長ジャン・ドミニク・スナールの父である。

## 関連作品
映画
- 『コードネーム：カルロス 戦慄のテロリスト』（テレビ映画）- 2010年、フランス製作、オリヴィエ・アサヤス監督作品。ハーグ事件を詳細に描いている。
- 『カルロス』（映画）- 2010年、フランス製作　上記TVシリーズの劇場公開版。